# Ragnhild Vassvik Kalstad

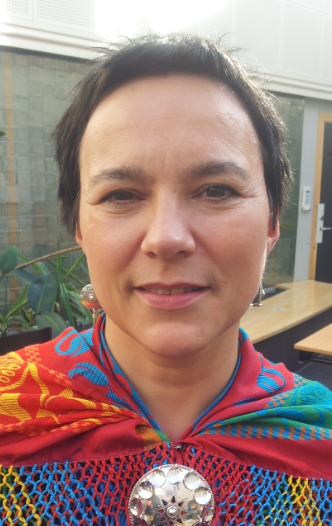
Ragnhild Vassvik Kalstad, 2012

Ragnhild Vassvik Kalstad (* 21. Juni 1966) ist eine norwegische Politikerin der Arbeiderpartiet (Ap). Von September 2012 bis Oktober 2013 war sie Staatssekretärin, in der Zeit zwischen 2015 und 2019 Fylkesordførerin in Finnmark.

## Leben
Kalstad wuchs im Gamvik auf und zog später nach Karasjok um, wo sie einige Jahre im Kommunalparlament saß. Am 7. September 2012 wurde Kalstad zur Staatssekretärin im Ministerium für Erneuerung, Verwaltung und Kirche unter Minister Rigmor Aasrud ernannt. Ihr Zuständigkeitsbereich lag dabei bei samischen Angelegenheiten und nationalen Minderheiten. Sie war dabei die erste nicht samisch sprechende Person, die diesen Posten übernahm. Kalstad blieb bis zum Abgang der Regierung Jens Stoltenberg II am 16. Oktober 2013 im Amt. Vor ihrer Tätigkeit in der norwegischen Regierung war sie Abteilungsleiterin im Zentrum für samische Gesundheitsforschung der Universität Tromsø und Mitglied im Fylkesting der Provinz Finnmark.
Von 2015 bis 2019 war sie die Fylkesordførerin der Finnmark. In diese Zeit fiel die Entscheidung der Regierung Solberg und des norwegischen Parlaments Storting, dass die Finnmark mit seiner Nachbarprovinz Troms zusammengeführt werden sollte. Kalstad, die wie die Mehrheit der Einwohner der Finnmark gegen die Regionalreform in Norwegen war, kämpfte in der Folge gegen die Entscheidung an. Die Fusion erfolgte schließlich trotzdem am 1. Januar 2020. Bei den Kommunalwahlen im September 2019 war sie die Spitzenkandidatin der Arbeiderpartiet für das Bürgermeisteramt in Gamvik. Sie unterlag jedoch einem Kandidaten der Sosialistisk Venstreparti (SV).